# Шалаши (Пермский край)
Шалаши — деревня в Оханском городском округе Пермского края России.

## История
До 2018 года являлась входила в состав упразднённого Тулумбаихинского сельского поселения Оханского района.

## География
Деревня находится в западной части района, в пределах северо-восточной части Русской равнины, в подзоне южной тайги, на берегах реки Шалашинки, вблизи её впадения в реку Очёр, на расстоянии приблизительно 4 километров (по прямой) к западу от города Оханска, административного центра округа. Абсолютная высота — 91 метр над уровнем моря. Через деревню проходит региональная автодорога «Дыбки — Таборы — Оханск».
Климат
Климат характеризуется как умеренно континентальный. Средняя многолетняя температура самого холодного месяца (января) составляет −17,3 °С, температура самого тёплого (июля) — 24,8 °С. Среднегодовое количество осадков — более 738 мм. Максимальное количество осадков приходится на летний период.

## Население
| 2010 |
| ---- |
| 120  |

Половой состав
По данным Всероссийской переписи населения 2010 года в половой структуре населения мужчины составляли 45,8 %, женщины — соответственно 54,2 %.
Национальный состав
Согласно результатам переписи 2002 года, в национальной структуре населения русские составляли 97 % из 163 чел.

## Инфраструктура
Действует ГКУЗ «Краевой санаторий для больных туберкулезом № 1».